# 제38회 금마장
제38회 금마장은 2001년 11월 16일에 열린 시상식이다.

## 수상 및 후보

### 작품상
- 두리안 두리안 - 프룻 첸 수상
- 북경 자전거 - 왕 샤오슈아이
- 다크 서클스 - 차이밍량
- 애상아파 - 유국창
- 란유 - 관금붕

### 다큐멘터리상
- 양생주 - 추 시엔저 수상

### 감독상
- 란유 - 관금붕 수상
- 북경 자전거 - 왕 샤오슈아이
- 두리안 두리안 - 프룻 첸
- 다크 서클스 - 차이밍량

### 남우주연상
- 란유 - 유엽 수상
- 란유 - 후준
- 러브 온 다이어트 - 유덕화
- 사생무회 - 정이건

### 여우주연상
- 두리안 두리안 - 진해로 수상
- 황심가기 - 매염방
- 지구천장 - 실비아 창
- 밀레니엄 맘보 - 서기

### 남우조연상
- 야수지동 - 담요문 수상
- 자유 문신 - 석영
- 황심가기 - 임달화
- 정색지도 - 마재화

### 여우조연상
- 애상아파 - 나혜영 수상
- 황심가기 - Junna Risa
- 다크 서클스 - 육혁정
- 석정적하천 - 이수

### 신인배우상
- 두리안 두리안 - 진해로 수상
- 북경 자전거 - 이빈
- 애상아파 - 나혜영
- 초련나사면 - 곽선여

### 각본상
- 두리안 두리안 - 프룻 첸 수상
- 북경 자전거 - 왕 샤오슈아이
- 애상아파 - 사로사
- 다크 서클스 - 차이밍량

### 각색상
- 란유 - 위소은 수상
- 초련나사면
- 등후동건화발락

### 촬영상
- 밀레니엄 맘보 - 리판빙 수상
- 북경 자전거 - 지에 리우
- 황심가기 - 왕병웅
- 란유 - Tao Yang

### 편집상
- 란유 - 장숙평 수상
- 북경 자전거 - 요경송
- 두리안 두리안 - Sam-Fat Tin
- 소림축구 - 해걸위

### 미술상
- 촉산전
- 황심가기
- 란유 - 장숙평
- 유원경몽

### 액션감독상
- 아적야만동학 - 정소동 수상
- 소림축구 - 정소동
- 촉산전 - 원화평
- 엑시덴탈 스파이 - 성가반 외

### 영화음악상
- 밀레니엄 맘보
- 촉산전
- 황심가기
- 정색지도

### 주제가상
- 황심가기
- 두리안 두리안
- 밀레니엄 맘보
- 자유 문신

### 분장/의상디자인상
- 촉산전
- 황심가기
- 유원경몽
- 란유 - 장숙평

### 시각효과상
- 소림축구
- 노부자 2001
- 촉산전
- 풀 타임 킬러

### 음향효과상
- 밀레니엄 맘보
- 북경 자전거
- 란유
- 황심가기

### 단편영화상
- 석정적하천

### 심사위원특별상
- 거긴 지금 몇시니? - 차이밍량 수상